# Bucida buceras
Bucida buceras es una especie de árbol perteneciente a la familia Combretaceae. Es originario del norte de Sudamérica, América Central y las Antillas.

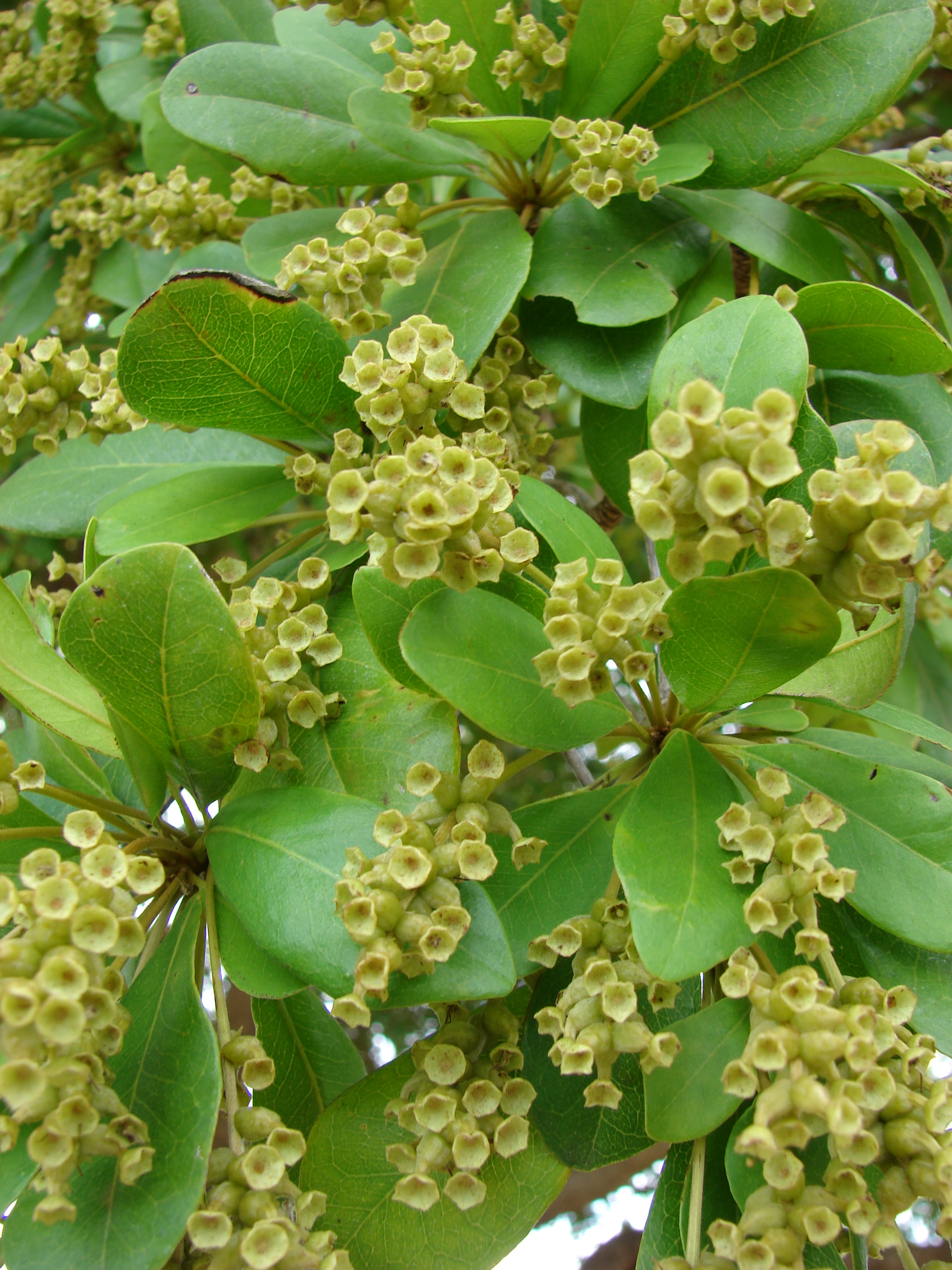
Detalle

## Taxonomía
Bucida buceras fue descrita por Carlos Linneo y publicado en Systema Naturae, Editio Decima 2: 1025. 1759.
Sinonimia
- Bucida wigginsiana Miranda
- Myrobalanus buceras (L.) Kuntze
- Terminalia buceras (L.) C. Wright[4]

## Nombres comunes
- Arará, júcaro de playa (Cuba), mangle prieto de Cuba[5]
- Olivo negro (México), Gri-gri en la República Dominicana y Pucte (Guatemala).